# Groupe pluriel au Sénat
Le groupe parlementaire pluriel au Sénat (en espagnol : Grupo Parlamentario Plural en el Senado Junts per Catalunya-Coalición Canaria-Agrupación Herreña Independiente-Bloque Nacionalista Galego, abrégé en GPPLU) est un groupe parlementaire du Sénat espagnol. Il réunit plusieurs sénateurs nationalistes.

## Historique

### Constitution
Le 29 août 2023, les partis Ensemble pour la Catalogne (Junts), Bloc nationaliste galicien (BNG), Coalition canarienne (CCa) et Groupement indépendant d'El Hierro (AHI) enregistrent leur groupe parlementaire au Sénat, avec l'appui ponctuel de quatre sénateurs du Parti socialiste ouvrier espagnol, dans la mesure où leurs six sièges cumulés ne leur permettent pas d'atteindre le seuil de dix sénateurs requis par le règlement pour former un groupe. En raison de ce prêt, le bureau, dominé par le Parti populaire, demande aux services juridiques du Sénat un avis pour savoir s'il est juridiquement valide d'enregistrer effectivement ce groupe.
Le bureau approuve, deux semaines plus tard, la création du groupe, qui prend le nom de groupe pluriel, les services juridiques ayant conclu que la formation d'un groupe grâce au prêt ponctuel de sénateurs était conforme à la jurisprudence du Tribunal constitutionnel. Parallèlement, le bureau décide que les groupes qui passeront sous le seuil réglementaire des dix sénateurs perdront le droit de disposer d'un porte-parole adjoint, ce qui concerne le groupe pluriel.

### Effectifs
| Dénomination | Législature | Années      | Représentation | Porte-parole   |
| ------------ | ----------- | ----------- | -------------- | -------------- |
| Pluriel      | XVe         | depuis 2023 | 6 / 266        | Poste tournant |

### Porte-parole
| Début      | Fin         | Porte-parole        |
| ---------- | ----------- | ------------------- |
| 17/08/2023 | En fonction | Josep Lluís Cleries |